# Ivo Oliveira
Ivo Oliveira (portuguès: Ivo Emanuel Alves Oliveira)  (Vila Nova de Gaia, 5 de setembre de 1996) és un ciclista portuguès, professional des del 2017. Actualment corre al UAE Team Emirates. Combina la carretera amb el ciclisme en pista. En pista ha guanyat nombrosos campionats nacionals, mentre en carretera destaca el Campionat de Portugal en contrarellotge de 2020.
El seu germà bessó Rui i el seu germà gran Hélder també competeixen en ciclisme.

## Palmarès en pista
- 2014
  -  Campió del món júnior en Persecució
  -  Campió d'Europa júnior en Persecució
- 2016
  -  Campió de Portugal en Persecució
  -  Campió de Portugal en Quilòmetre
- 2017
  -  Campió de Portugal en Persecució
  -  Campió de Portugal en Puntuació
  -  Campió de Portugal en Òmnium
- 2018
  -  Campió de Portugal en Òmnium
  -  Campió de Portugal d'americana (amb Rui Oliveira)
- 2019
  -  Campió de Portugal en Persecució
  -  Campió de Portugal en Puntuació
  -  Campió de Portugal en Òmnium
- 2020
  -  Campió d'Europa en persecució individual
- 2023
  -  Campió de Portugal en Òmnium

## Palmarès en ruta
- 2014
  -  Campió de Portugal júnior en contrarellotge
- 2017
  - Vencedor d'una etapa del Gran Premi Priessnitz spa
- 2018
  -  Campió de Portugal sub-23 en contrarellotge
  - Vencedor d'una etapa al Circuit de les Ardenes
- 2020
  -  Campió de Portugal en contrarellotge
- 2023
  -  Campió de Portugal en ruta
  - Vencedor d'una etapa als Boucles de la Mayenne
- 2025
  -  Campió de Portugal en ruta
  - Vencedor d'una etapa a la Volta a Eslovènia
  - Vencedor de dues etapes al Giro dels Abruços

### Resultats a la Volta a Espanya
- 2020. 101è de la classificació general
- 2022. 131è de la classificació general